# Пархомчук, Елена Станиславовна
Пархомчук Елена Станиславовна (род. 16 марта 1966 года, Дятьково) — украинский политолог, лауреат Государственной премии Украины в области науки и техники. Профессор КНУ Кафедры международных отношений и внешней политики Киевского института международных отношений.

## Биография
Пархомчук Елена Станиславовна родилась 16 марта 1966 в г. Дятьково Брянская область. В 1988 г. окончила Романо-германский факультет Киевского государственного университета им. Т. Г. Шевченко. Работала в ИСЭПЗС Академии наук Украины. Кандидат исторических наук (КНУ — 1992 г.). С 1992 г. в Киевском национальном университете имени Тараса Шевченко в качестве ассистента, доцента, профессора кафедры международных отношений и внешней политики Института международных отношений.
Доктор политических наук (КНУ — 2006 г.), звание профессора по кафедре международных отношений и внешней политики — 2010 г.
Лауреат государственной премии в области науки и техники — 2012 г.
Лауреат международного конкурса «Коронация слова» — 2011 г.
Член специализированного Ученого Совета по специальности «Политические проблемы международных систем и глобального развития» (нас. время), Член Союза журналистов Украины 
Иностранные языки — английский, немецкий, испанский.

## Специализация
Международные отношения, мировая политика, политолог-международник

## Награды
- Государственная премия Украины в области науки и техники — 2012
- Лауреат международного конкурса Коронация слова — 2011
- Почетная Медаль Киевского Института международных отношений — 2010
- Грант фонда «Филип Моррис Украина» — 2000

## Основные публикации
1. Коппель О.А. Пархомчук О.С. Ретроспективний контекст глобальних трендів міжнародних відносин // Глобальні тренди міжнародних відносин. Монографія . - К.: Вадекс, 2020.- 524 с.
2. Пархомчук О. Евреї. Сефарди та ашкеназі в світовій історії . - Друкарський двір Олега Федорова, 2020. - 96 с.
3. Коппель О. А., Пархомчук О. С. Міжнародні відносини ХХ століття (навчальний посібник). 5-те видання розширене і доповнене — К.:  Друкарський двір Олега Федорова, 2019. - 390 с.
4. Пархомчук О. С. Системна еволюція міжнародних відносин і процеси демілітаризації та конверсії. Монографія К.: ВПЦ «Київський університет», 2006, 194 с.
5. Пархомчук О. С. Мілітаризм та проблема конверсії в глобальному світі. МонографіяК.: ВПЦ «Київський університет», 2004,247 с.
6. Коппель О. А., Пархомчук О. С. Міжнародні відносини ХХ століття (навчальний посібник). — К.: «ФАДА, ЛТД», 2008. −360 с.
7. Коппель О. А., Пархомчук О. С. Міжнародні системи та глобальний розвиток" (навчальний посібник). — К.; ВПЦ «Київський університет».-2006. — 314 с.
8. Коппель О. А., Пархомчук О. С. Міжнародні системи. Світова політика(навчальний посібник). — К.: «ФАДА, ЛТД», 2001. −260 с.
9. Українська дипломатична енциклопедія: у 2-х т. К.: Знання України, 2004 (в співавторстві)
10. Міжнародні відносини та зовнішня політика 1945-70-ті роки (підручник для студентів вищих закладів освіти) К.: «Либідь», 1999, Гриф МОН України (в співавторстві)
11. Міжнародні відносини та зовнішня політика 1975—2000 роки (підручник для студентів гуманітарних спеціальностей вищих закладів освіти) К.: «Либідь» 2001, Гриф МОН України (в співавторстві)
12. Міжнародні системи та глобальний розвиток. Підручник Навчальний посібникК.: ВПЦ «Київський університет». 2008, Гриф МОН України (в співавторстві)
13. Міжнародні відносини та світова політика. Підручник К.: ВПЦ «Київський університет». 2010, Гриф МОН України (в співавторстві)